# Jagerfly
Et jagerfly er en militær flyvemaskine til jagt og nedskydning af flyvemaskiner og balloner/luftskibe. Kort efter de første militære fly kom i brug under 1. verdenskrig som observationsfly, kom der naturligt en ny kategori fly – jagere, der havde til formål at forhindre fjenden i at observere troppebevægelser.   
Under 2. verdenskrig var jagerflyene små og hurtige og bevæbnet med maskingeværer og/eller maskinkanoner (forskellen er kaliberen). Mange underkategorier af jagerfly blev skabt:
- nogle til at nedskyde bombefly, før de nåede deres mål.

- eskortejagere, der fulgte med bombeflyene for at beskytte dem.

- Tomotorers natjagere med tungt radarudstyr og radaroperatører udviklet i løbet af krigen.

Til slutningen af 2. verdenskrig var alle jagerfly stadig propeldrevne, men både Tyskland, Storbritannien og Sovjetunionen skabte jetfly, og nogle få nåede at flyve missioner inden krigens afslutning.
Herefter fulgte den kolde krig, og jagerfly blev igen mere specialiserede. Luft til luft-missilet blev udviklet og betød helt nye måder at føre luftkrig på. Små, lette jagerfly med kraftige motorer nåede hurtigt op til indtrængende fly, mens større og tungere jagere kunne afpatruljere et område i længere tid eller eskortere bombefly eller rekognosceringsfly.
En type tæt på jagerflyene er jagerbomberen. Den ligner ofte jagerflyet, har samme størrelse og udformning, men er beregnet til jordangreb. Et eksempel er den britisk-italiensk-vesttyske Panavia Tornado, som blev lavet både i en luftforsvars- og en jagerbomberudgave.
Efterhånden som flyene blev mere og mere avancerede og dyrere i fremstilling og drift, kom de enkelte flytyper til at udføre flere forskellige opgaver. De kaldes multirollefly og kan være fly, med luft-til-luft-missiler mod fjendens forsvar, mens et andet fly af samme type ødelægger mål på landjorden eller tager billeder til brug for luftstaben. Senest er swing-role flyene kommet til: det enkelte fly kan udføre forskellige opgaver på samme mission og skal altså ikke lande for at få udskiftet våben og udstyr.
Femtegenerations jetjagere som F-22 Raptor og F-35 Joint Strike Fighter er stealth fly, der har en beskeden radar-signatur.
- SPAD S.VII
(1. verdenskrig)
Biplan, åbent cockpit og fast landingsstel.
- Messerschmitt Bf 109G
(2. verdenskrig)
Monoplan, lukket cockpit og optrækkeligt landingsstel.
- Mikojan-Gurevitj MiG-21
(Den kolde krig)
Jetmotor, radar og missiler.
- F-22 Raptor
(21. århundrede)
Stealth, præcisionsbomber og datalink.

## Jetjager-generationer
- 1. generations jagerfly – subsoniske jetjagere, 2. verdenskrig t.o.m. Koreakrigen.
  - North American F-86 Sabre[1]
- 2. generations jagerfly – supersoniske jetjagere, efterbrænder.
  - Lockheed F-104 Starfighter[2]
- 3. generations jagerfly – dopplerradarer, beyond-visual-range-missiler.
  - McDonnell Douglas F-4 Phantom II[3]
- 4. generations jagerfly – multirollefly, aerodynamisk ustabile,
  - Lockheed Martin F-16 Fighting Falcon[4]
- 4,5. generations jagerfly – avanceret digital avionics, datalink.
  - Saab 39 Gripen[5]
- 5. generations jagerfly – stealth, supercruise.
  - Lockheed Martin F-35 Lightning II[6]
- 6. generations jagerfly – evt. førerløs.
  - Boeing F/A-XX[7]
  - Boeing F-47